# 內藤如安
內藤如安（日语：／ Naitō Joan，約1550年—1626年）是日本戰國時代和安土桃山時代的一位吉利支丹武將、大名，官位從五位下飛驒守。初名貞弘，後改忠俊，「如安」是其教名「若翰」（葡萄牙語：João）的日本語漢字音譯。全稱小西飛驒守如安，明朝和朝鮮王朝的史料中誤將他記作「小西飛」。
內藤如安的父親內藤宗勝（原名松永長賴）是三好氏重臣松永久秀的弟弟。三好氏在三好長慶時代稱雄於畿內，在三好氏攻打丹波國的時候，松永長賴嶄露頭角，成為八木城的城主。為了鞏固人心，松永長賴娶丹波守護代內藤國貞的女兒為妻，並繼承了內藤氏的名號，改名內藤宗勝。內藤如安就是松永長賴與內藤國貞的女兒所生的兒子。
永祿七年（1564年），內藤如安在路易斯·弗洛伊斯神父的介紹下，皈依了基督教。次年父親長賴在與赤井直正的交戰中被殺，內藤如安繼任丹波守護代內藤家家督之位。此時三好氏的勢力急劇衰退，丹波國國人赤井氏和波多野氏的勢力崛起，並不斷蠶食內藤氏的領地。
當時，室町幕府的將軍足利義昭與織田信長對立，內藤如安在衝突中支持足利義昭。因此在織田信長消滅足利義昭勢力之後決定消滅內藤氏。天正六年（1578年），織田信長派遣家臣明智光秀攻陷八上城，沒收了內藤氏的領地。足利義昭在備後國的鞆（今廣島縣福山市鞆町）重建室町幕府時，內藤如安出仕於該幕府。
天正十三年（1585年），內藤如安成為小西行長的重臣，開始使用小西氏的名乘。萬曆朝鮮戰爭時期，內藤如安作為日本的使者，前往北京，同明朝進行和平談判。在明朝和朝鮮王朝的史料中，均將他稱作「小西飛」。
慶長五年（1600年），主君小西行長在關原之戰中戰敗，被德川家康斬首。內藤如安逃往平戶，投奔同為信仰基督教的肥前國大名有馬晴信。此後先後成為加藤清正、前田利長的客將。然而1613年，江戶幕府下達日本禁教令，迫害基督教徒，翌年內藤如安同高山右近一起被放逐到了西班牙新西班牙菲律賓呂宋。內藤如安到達時，受到了都督的歡迎。
內藤如安最終死於馬尼拉，享年77歲。

## 腳註
1. ↑  然而弗洛伊斯的書信中則稱，內藤如安追隨足利義昭來到了堺。